# Lipòdor
Lipòdor  (Lipodorus, Lipódoros, Λιπόδωρος) fou un militar grec.
Va dirigir un cos de tres mil soldats en l'exèrcit grec establert com a guarnició per Alexandre el Gran a les satrapies orientals o nord-orientals. Quan es va assabentar de la mort del rei (323 aC) es va revoltar, i Pitó fou enviat per Perdicas d'Orèstia per aconseguir la seva submissió. Pitó va subornar a Lipòdor, que al mig de la batalla va abandonar els seus companys i va provocar la seva derrota.